# Казале д'Абруцо (Л'Аквила)
Казале д'Абруцо (итал. Casale d'Abruzzo) је насеље у Италији у округу Л'Аквила, региону Абруцо.
Према процени из 2011. у насељу је живело 49 становника. Насеље се налази на надморској висини од 890 м.